# سيلو (مقاطعة إسلام آباد غرب)
سيلو (بالفارسية: سیلو) هي قرية تقع في قسم حومة الشمالي الريفي (مقاطعة إسلام آباد غرب) في إيران. يقدر عدد سكانها بـ 57 نسمة .